# Кувакин, Валерий Александрович
Вале́рий Алекса́ндрович Кува́кин (род. 8 мая 1939 года, Москва) — советский и российский историк философии, специалист по истории философии, аксиологии и философской антропологии. Доктор философских наук, заслуженный профессор Московского государственного университета.

## Биография
Окончил философский факультет Московского государственного университета им. М. В. Ломоносова (1967). В 1970 году защитил кандидатскую диссертацию «Христианский экзистенциализм Н. Бердяева и современность» и в том же году начал свою работу на философском факультете Московского государственного университета. Докторская диссертация — «Религиозный идеализм в России эпохи империализма» (1980). C 1984 года — профессор.
В 1986—1992 гг. — заведующий кафедрой Истории философии народов СССР / Истории отечественной философии / Истории русской философии.
В 1985—1993 гг. — первый зам. главного редактора – главный редактор (с 1989 г.) журнала “Вестник МГУ. Серия 7. Философия”.
Основатель (1995) и почётный президент (2012) Российского гуманистического общества (РГО).
В 1996—2012 гг. — основатель и главный редактор ежеквартальника «Здравый смысл. Журнал скептиков, оптимистов и гуманистов». - ISSN 1814-0416.
C 1998 г. – член первого и второго составов Комиссии РАН по борьбе с лженаукой и фальсификациями научных исследований.
С 2006 г. — член редколлегии бюллетеня Комиссии РАН по борьбе с лженаукой «В защиту науки».
С 2005 г. — редактор научно-информационного и образовательного портала «Российское гуманистическое общество».
Составитель, редактор и автор предисловий к монографиям зарубежных учёных: Лолер Дж. Коэффициент интеллекта, наследственность и расизм (М., 1982); Парсонс Г. Человек в современном мире (М., 1985); Куртц П. Запретный плод: Этика гуманизма (М., 1999, 2002); Куртц П. Искушение потусторонним (М., 1999); Куртц П. Мужество стать: Добродетели гуманизма (М., 2000); Куртц П. Новый скептицизм: Исследование и надежное знание. М., 2005, 2007); Куртц П. Утверждения (М. 2005); Куртц П. Что такое светский гуманизм? (М. 2008).
Редактор, составитель и один из авторов изданного в США двухтомника «A History of Russian Philosophy: From the Tenth through the Twentieth Centuries» (История русской философии XI—XX вв.), Buffalo: Prometheus Books, 1993.
Член Международного гуманистического и этического союза (МГЭС), член учёного совета Института экзистенциальной психологии и жизнетворчества.
Подготовил 39 кандидатов и 3 докторов наук.
В 70-х и 80-х годах опубликовал ряд трудов по марксизму и религиозному экзистенциализму. С начала 90-х годов научные интересы находятся в области этики, культурологии, психологии, антропологии и неометафизики, вышли в свет его работы по светскому гуманизму, пробабилизму и селективному скептицизму. В трудах этого периода представлено целостное изложение принципов и ценностей современного светского (гражданского) гуманизма. Последние работы посвящены проблемам интеллектуальной и информационной безопасности человека, методологии анализа и противодействия лженауке.

## Основные работы

### Книги
на русском языке
- Критика экзистенциализма Бердяева. — М.: Изд-во МГУ, 1976.
- Марксистская философская мысль в США: 70-е годы XX века. — М.: Изд-во МГУ, 1980.
- Религиозная философия в России: Начало XX века. — М.: «Мысль», 1980.
- Философия Вл. Соловьёва. — М.: «Знание», 1988.
- Что такое философия? — М.: Изд-во МГУ, 1989.
- Мировоззрение В. И. Ленина: Формирование и основные черты. — М.: Изд-во МГУ, 1990.
- Личная метафизика надежды и удивления: Записки о неизвестности, человеческом и нечеловеческом, о вероятной и невероятной России. — М.: Коффи, 1993.
- Твой рай и ад. Человечность и бесчеловечность человека: Философия, психология и стиль мышления гуманизма. — СПб.: «Алетейя». — М.: «Логос», 1998.
- Мыслители России. — М.: Рос. гуманист. об-во. 2006.
- Человечность человека: Основы современного гуманизма. Учебное пособие для вузов. — М.: Рос. гуманист. об-во. 2005. (в соавторстве)
- Неизвестность. — Ижевск: НИЦ «Регулярная и хаотическая динамика». Институт компьютерных технологий, 2006. (в соавторстве)
- Стать собой. — М.: «Смысл», 2010.
- Личность и Просвещение. От постмодернизма к неомодернизму. — М.: Рос. гуманист. об-во. 2010.
- «Непостижимое» Семёна Франка и другие эссе о неизвестности. — М.: URSS, 2014.
- Не дай себя обмануть: Введение в теорию практического мышления. — М. МедиаМир, 2015.
- Голый изнутри. Неразгаданный Фёдор Достоевский. — М.: Издатель Воробьев А. В., 2017.

на других языках
- A History of Russian Philosophy: From the Tenth through the Twentieth Centuries. In Two Vols. Buffalo: Prometheus Books, 1994. (В соавторстве.)
- In Search of Our Humanity. (USA) Amherst: Prometheus Books, 2003.

### Статьи
на русском языке
- О сущности моделирования. // Вестник Московского университета. Серия 7. Философия. — 1976. — № 2.
- Ленинская трактовка марксизма как развивающегося учения. Статья первая // Вестник Московского университета. — Сер. 7. Философия. — 1988. — № 2. — С. 3
- В. Розанов: «Моя душа сплетена из грязи, нежности и грусти». // Вестник Московского университета. Серия 7. Философия. — 1989. — № 2.
- И жертвы, и дети, и свободные существа. // Вестник высшей школы. — 1989. — № 10.
- Опровержения и предположения Льва Шестова. // Философские науки. — 1990. — № 2, 3.
- Возможно ли демократическое понимание марксизма? // Вестник Московского университета. Серия 7. Философия. — 1992. — № 3.
- Российское гуманистическое общество. // Здравый смысл. — 2000. — № 16.
- Кувакин В. А., Гинзбург В. Л. Международное гуманистическое движение и «Гуманистический манифест 2000». // Современный гуманизм: Материалы и исследования. — М. Рос. гуманист. об-во, 2000.
- Современный гуманизм. // Высшее образование в России. — 2002. — № 4.
- Человек в мире действительностей. // Вестник Московского университета. Серия 7, Философия. — 2005. — № 3.
- Возвращение себя: к психологии внутриличностных отношений. // Экзистенциальная традиция: философия, психология, психотерапия. — Вып. 1/2006 (8).
- КБЛ: 15 лет противодействия лженаучному и паранормальному шарлатанству. // В защиту науки. Бюллетень Комиссии РАН по борьбе с лженаукой. — 2013. — № 13.
- Пространство и время в полутенях неизвестности. // Пространство и время. — 2016. — № 1, 2.
- Возможна ли наука о лженауке? // В защиту науки. Бюллетень Комиссии РАН по борьбе с лженаукой. — 2016. — № 18.
- Лженаука: сущность и существование. / Лженаука в современном обществе. Теоретико-методологические подходы и стратегии противодействия. — М., 2016.
- Феерический скепсис Федора Достоевского. // Вестник Русской христианской гуманитарной академии 2016. — Том 16. — № 2.
- Лженаука и внутренний аудит. // В защиту науки. Бюллетень Комиссии РАН по борьбе с лженаукой. — 2019. — № 22.

Полный список трудов автора на начало 2020 года составляет 23 монографии (из них 3 в соавторстве) и более 200 научных и научно-публицистических статей. Также В. А. Кувакин является научным редактором 12 монографий, опубликованных Российским гуманистическим обществом.